# Agustín Gaínza
Agustín Gaínza Bikandi (Basauri, 28 maggio 1922 – Basauri, 7 gennaio 1995) è stato un calciatore e allenatore di calcio spagnolo di ruolo attaccante.

## Carriera

### Giocatore
Dopo aver militato nelle giovanili dell'Athletic Club, nel 1940 passa in prima squadra, dove rimane per altri 19 anni e con cui riesce in due doppiette Liga/Coppa nelle stagioni 1942-1943 e 1955-1956. Vince anche altre 5 Coppe (1944, 1945, 1950, 1955 e 1958). È stato il capitano della squadra per diversi anni ed è il giocatore spagnolo ad aver vinto più Coppe del Re e ad aver giocato più finali (in tutto 9). È l'ottavo marcatore di sempre della squadra rojiblanca con 151 gol totali. Termina la sua carriera di calciatore nel 1959 senza aver mai lasciato la squadra bilbaina.
Ha giocato 33 partite in nazionale segnando 10 gol ed ha partecipato alla Coppa del Mondo del Brasile nel 1950 (in cui ha messo a segno due reti)

### Allenatore
Dopo aver abbandonato il calcio giocato nel 1959, rientra nel mondo del pallone come allenatore nel 1965, sedendosi sulla panchina dell'Athletic Club. Qui rimane per 4 anni e questa rappresenta la sua unica esperienza come allenatore. Con i Rojiblancos conquista una Copa del Rey nel 1969 e due secondi posti nella stessa competizione nel 1966 e nel 1967.

## Palmarès

### Giocatore

#### Club

##### Competizioni nazionali
- Campionato spagnolo: 2

Athletic Club: 1942-1943, 1955-1956
- Coppa di Spagna: 7

Athletic Club: 1943, 1944, 1945, 1950, 1955, 1956, 1958

### Allenatore

#### Club

##### Competizioni nazionali
- Coppa di Spagna: 1

Athletic Club: 1969